# 프루슈쿠프
프루슈쿠프(폴란드어: Pruszków)는 폴란드 중부 마조프셰주에 위치한 도시이다. 바르샤바 도시권의 서쪽 끝에 위치한다.
제1차 세계 대전이 진행 중이던 1916년에 신설되었다. 제2차 세계 대전 시기에는 이 곳에 거주하던 수많은 유대인들이 학살당했다. 제2차 세계 대전 이후에는 수많은 공장들이 들어섰다.